# Predigtkirche

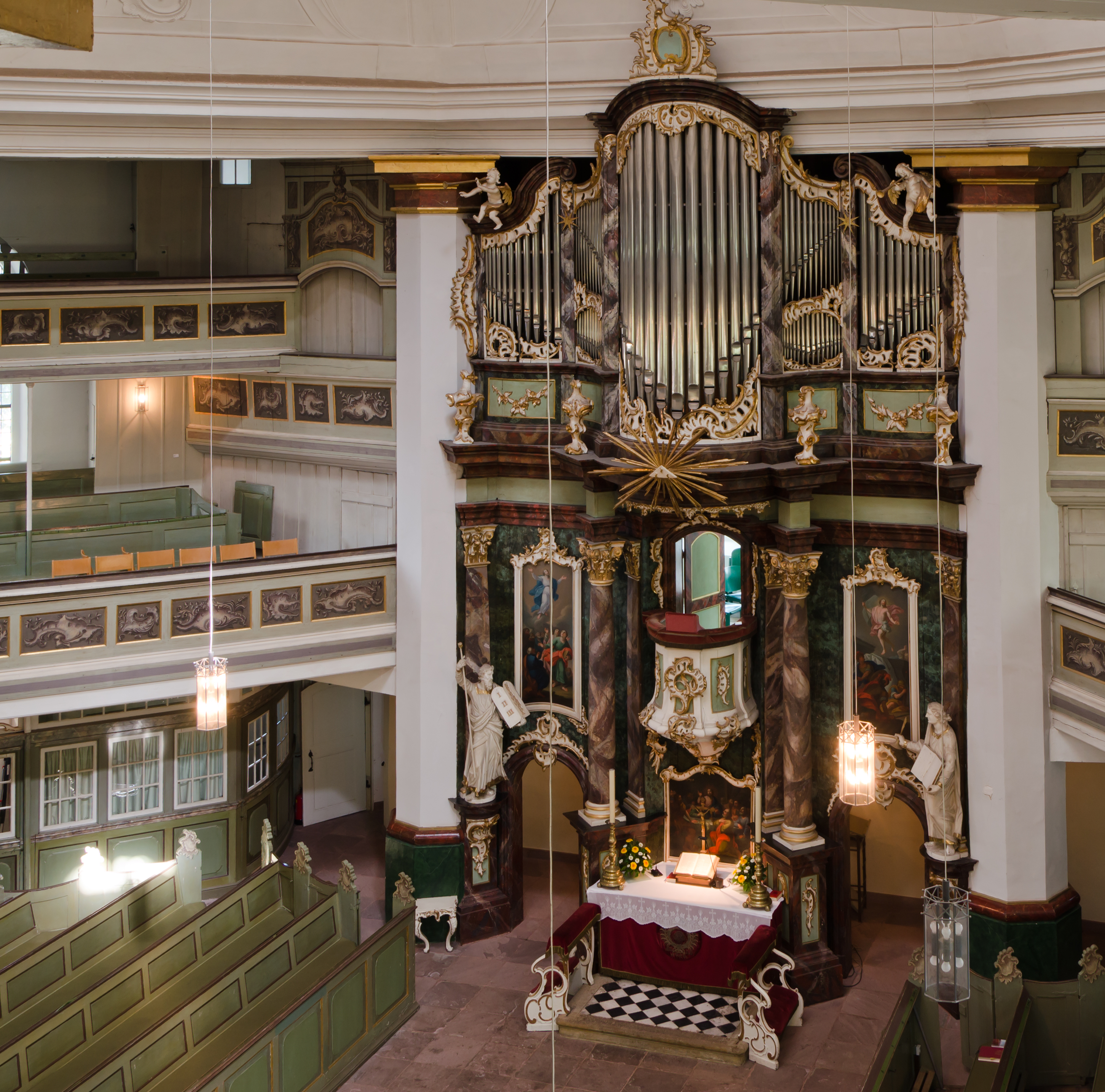
Predigtkirche mit Kanzelaltar in Rellingen

Als Predigtkirche oder Predigtsaalkirche bezeichnet man ein Kirchengebäude, das durch Architektur und Einrichtung auf die Wortverkündigung ausgerichtet ist.
Der klassische Bautyp der romanischen und gotischen Basilika mit Seitenschiffen und Seitenkapellen und der Ausrichtung auf Chor, Apsis und Hochaltar spiegelt ein sakramentales Liturgieverständnis wider, bei dem nicht die Wortverständlichkeit, sondern der Vollzug des Mysteriums im Vordergrund steht. Demgegenüber wird bei der Predigtkirche aus akustischen und theologischen Gründen auf trennende und gliedernde Elemente verzichtet und die Blick- und Hörrichtung der Versammelten auf den Verkündigungsort, die Kanzel, konzentriert. Dies ist besonders bei Hallenkirchen der Fall, die bereits in der Hochgotik aufkamen. Sie wurden besonders als Klosterkirchen der Predigerorden und als Marktkirchen des städtischen Bürgertums errichtet. Dabei blieb die Ausrichtung auf Chor und Altar erhalten, die Kanzel aber wurde in Richtung zum Volk, oft bis in die Mitte des Langschiffs vorgezogen. Noch stärker als in den Hallenkirchen wird die Kanzel in Querkirchen und Zentralbauten in die Mitte gerückt.
Die Reformation, die den Vorrang des Wortes vor dem Sakrament lehrte, entwickelte den eigentlichen Typ der Predigtkirche. In vorhandenen mittelalterlichen Kirchen wurde nun oft das Gestühl auf die Kanzel ausgerichtet und der Hochchor, besonders im reformierten Bereich, abgetrennt. Vor allem der Bautyp der Querkirche stand in Konsequenz des Gottesdienstverständnisses von Martin Luther (Predigt zur Einweihung der Schlosskirche Torgau am 5. Oktober 1544) ab 1544 bei Neu- und Umbauten am Anfang des neuen protestantischen Kirchenbaus. Die Predigtkirche in ihren unterschiedlichen Formen wird so zum klassischen Typ der protestantischen Kirche, was auch den späteren Thesen des Wiesbadener Programms von 1891 entnommen werden kann.
Für Neubauten wurde teilweise auch die Anordnung des Kanzelaltars entwickelt.